# Julius von Payer

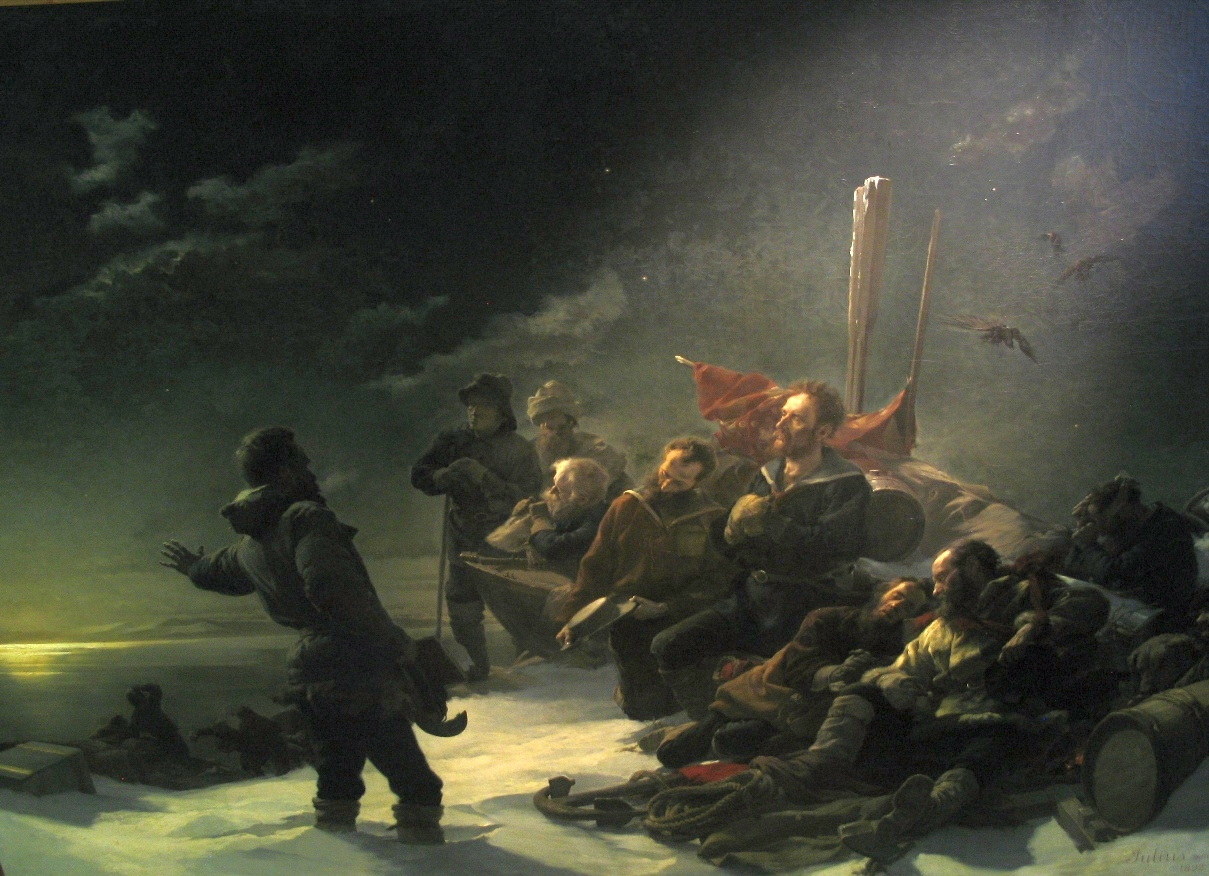
Julius Payer, Nikdy zpět (1892)

Julius Johannes Ludovicus von Payer (2. září 1841 Teplice Šanov – 30. srpna 1915 Bled, tehdy Veldes) byl teplický rodák, horolezec, polárník, objevitel, kartograf a malíř.

## Životopis

### Mládí a vzdělání

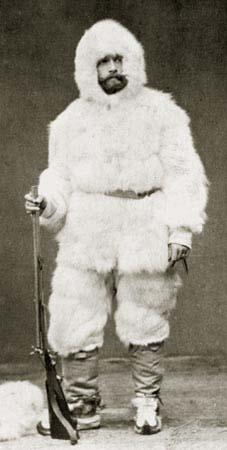
Julius Payer

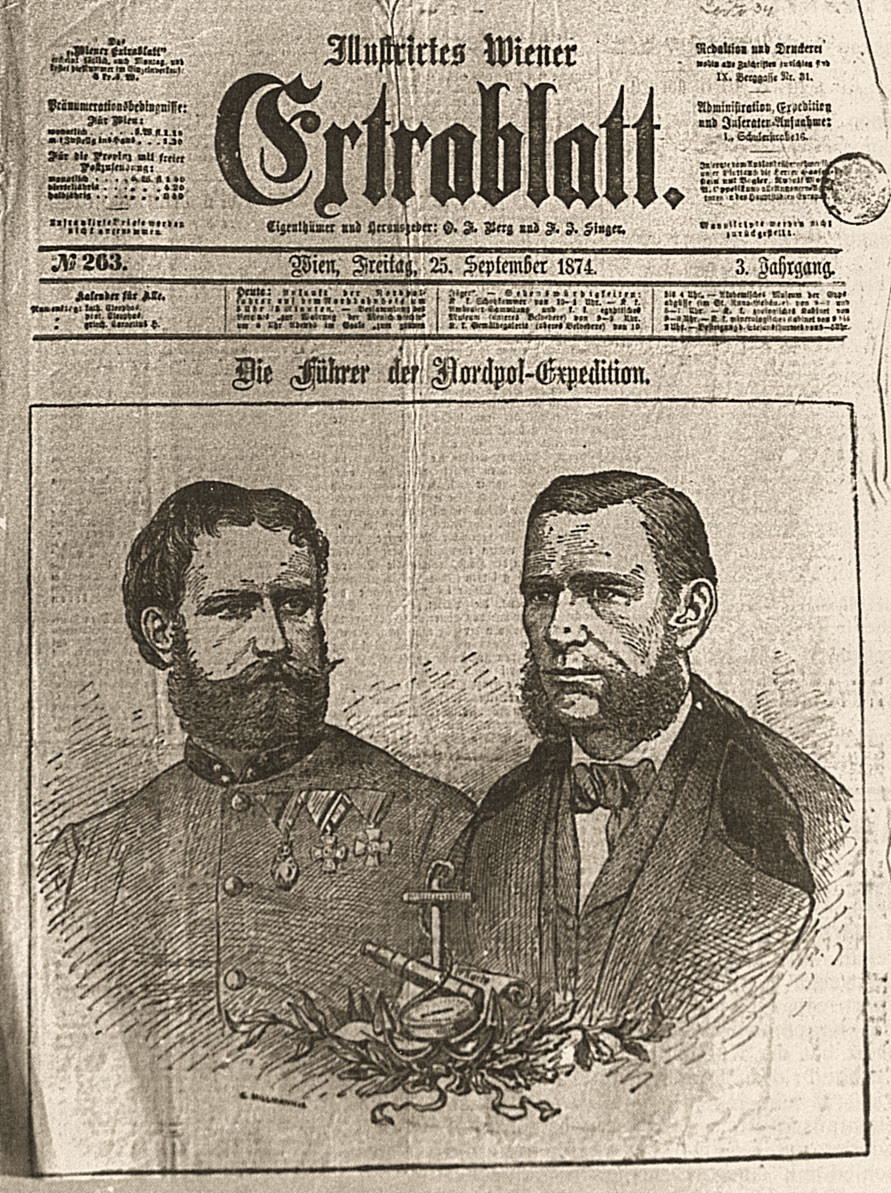
Julius Payer a Carl Weyprecht

Narodil se v Šanově (dnes část Teplic), v domě U Jitřenky v ulici U Hadích lázní. Otec Franz Anton Rudolf Payer byl důstojníkem v penzi. Julius byl ve věku deseti let poslán do kadetního ústavu v Łobzówě u Krakova. Jeho otec zemřel ještě před tím, než mladý Julius stačil dokončit školu. V letech 1856–1859 pokračoval ve studiu na Tereziánské vojenské akademii ve Vídeňském Novém Městě, odkud vyšel jako podporučík 2. třídy. Poté byl přidělen ke 36. pěšímu pluku do Verony. V Itálii působil s přestávkami několik let, za prusko-rakouské války se vyznamenal v bitvě u Custozzy (1866).
V té době se už intenzivně věnoval vysokohorským výstupům v Alpách, s nimiž začal v roce 1863. O rok později vystoupil na vrcholy pohoří Adamello-Presanella (přes 3500 m n. m.), načež brzy poté vyhotovil mapu celé oblasti v měřítku 1 : 56 000. Obdobně v letech 1865–1868 zmapoval Ortleské Alpy. Za tu dobu vystoupil na více než 100 vrcholů v obou pohořích, z toho 43 prvovýstupů.

### Polární výpravy

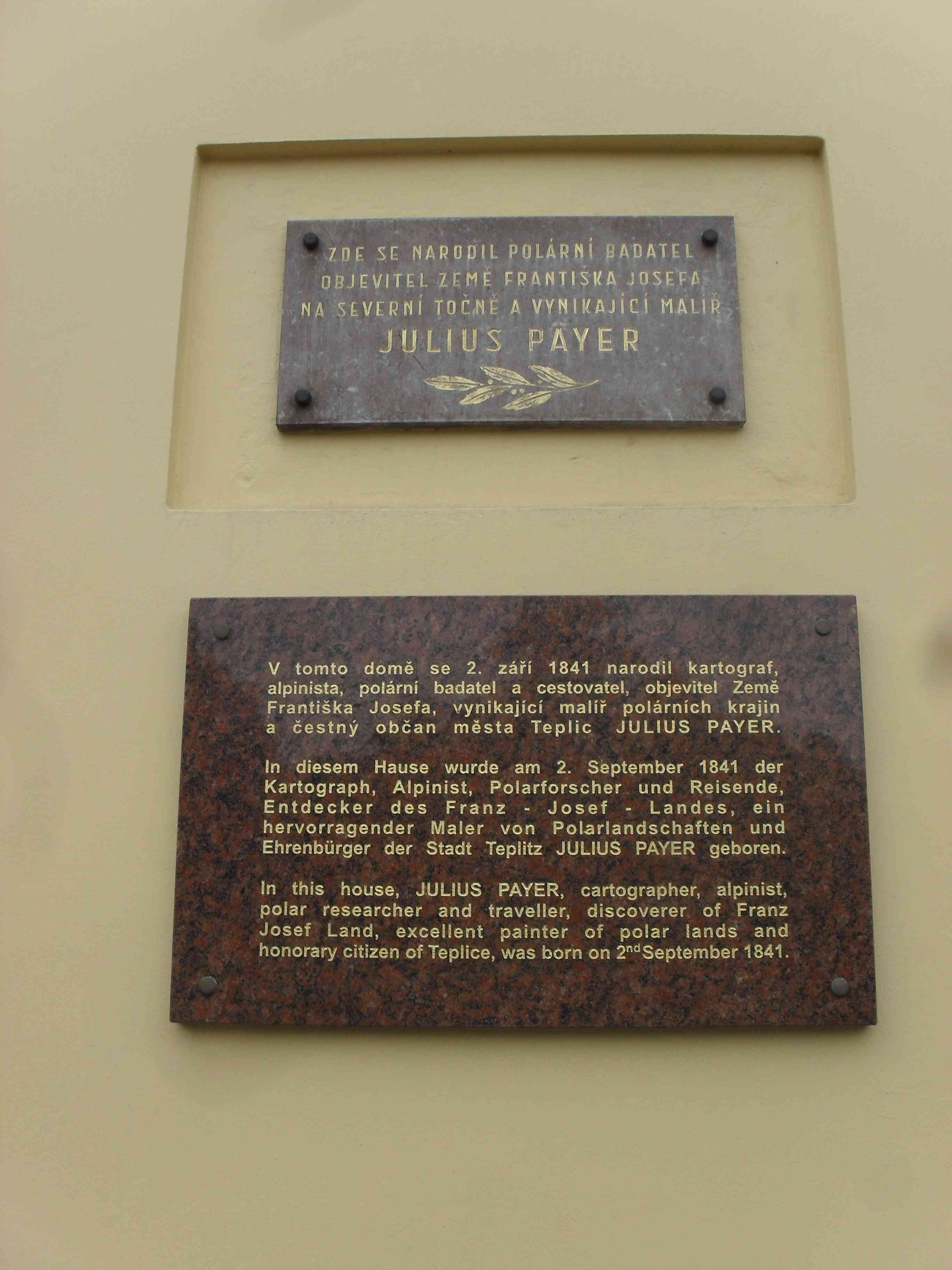
Pamětní deska v Teplicích. Payerův rodný dům dnes slouží jako hotel pojmenovaný po cestovateli

Díky výtečné kartografické práci získal v roce 1868 místo ve Vojenském zeměpisném ústavu ve Vídni a také byl osloven k účasti na arktické expedici (jako topograf a vedoucí saní), kam jej navrhl německý kartograf a zeměpisec August Petermann. S ním spolupracoval dlouhodobě předtím i potom: v přílohách Petermanns Geographische Mitteilungen publikoval obsáhlé zprávy o svých alpských výstupech. Arktickou expedici vedl Karl Koldewey a byla to v pořadí již druhá německá plavba do ledové oblasti východně od Grónska. Přes ztrátu plachetnice Hansa a následné útrapy se výpravě podařilo zmapovat pobřeží severovýchodního Grónska mezi 74.–77. stupněm severní šířky. I sám Payer však později píše, že skončila nezdarem.
V roce 1871 se zúčastnil další polární výpravy, tentokrát ke Špicberkům. Výprava měla průzkumný charakter a spolu s Payerem ji vedl Karl Weyprecht. Hlavním mecenášem tohoto podniku byl hrabě Hans Wilczek. Payer a Weyprecht dosáhli na plachetnici Isbjörn 78. stupně severní šířky a zpět se vrátili s řadou poznatků. Payerovi byla po návratu udělena další ocenění, jako např. Řád italské koruny (1872) apod. Úspěch expedice podnítil novou (hlavní) cestu, tentokrát s dvacetinásobnými náklady, která proběhla v letech 1872–1874. Vedli ji opět Payer a Weyprecht. Cílem bylo najít cestu ze Severního přes Barentsovo moře až do Beringova průlivu. Loď Admiral Tegetthoff plula kolem Laponska k Nové Zemi a dále podél jejího severního pobřeží. Ačkoli se nepodařilo proplout severní cestou, došlo alespoň k objevu neznámého souostroví, které Payer pojmenoval na počest císaře Zemí Františka Josefa. Také vyhotovil podklady pro první mapu. Po návratu (20. září 1874) byl spolu s Weyprechtem oceněn Leopoldovým řádem, ale zároveň došlo k veřejnému zpochybňování výsledků výpravy. To vedlo k tomu, že se Payer vzdal vojenské služby a zřekl se všech hodností. Až na bohatou přednáškovou činnost se stáhl do ústraní a začal pracovat na knize o polární expedici.

### Rodinný život a malířská dráha
Později se Julius Payer oženil a vystěhoval do Frankfurtu nad Mohanem. Začal studovat malířství a ve studiích pokračoval v Mnichově. Tam také vytvořil obrazový cyklus o arktické expedici, který byl vystavován v řadě světových měst. V 80. letech 19. století žil Payer v Paříži, kde se narodily jeho dvě děti a také tam v důsledku infekce přišel o oko (1884). Přesto pokračoval v malířské tvorbě, za niž získával řadu ocenění. V roce 1890 bylo jeho manželství rozvedeno. V 90. letech Julius Payer usiloval o uspořádání malířské výpravy k břehům Grónska. K tomu účelu pořádal sérii přednášek, ale nepodařilo se mu získat finanční prostředky. Z důvodu životní nouze požádal v Rakousku o přiznání penze. V roce 1899 mu byla vyměřena ve výši 400 zlatých ročně.
Své polární zážitky zachytil v rozsáhlém malířském díle. Dobrodružství ze svých výprav k severu rovněž popsal v knize, jejíž zredukovaná verze vyšla v češtině pod názvem V ledovém zajetí.

### Závěr života a smrt
Na počátku 20. století pobýval Payer často v Bledu. Tam jej zastihla v roce 1912 mozková mrtvice, po níž částečně ochrnul a tam také v srpnu 1915 zemřel. Tělesné ostatky byly později převezeny do Vídně.

## Ocenění
- Po návratu z výpravy do Grónska byl Juliu Payerovi v roce 1870 udělen rakouský Řád železné koruny.
- Po návratu z druhé polární výpravy (20. září 1874) byl spolu s Weyprechtem oceněn Leopoldovým řádem
- V říjnu 1876 byl povýšen do rytířského stavu.
- Jeho jméno nese Payerův ostrov v Zemi Františka Josefa. Na počest svého rodného města zde pojmenoval (německy) Teplický záliv a Šanovský ostrov.
- V Teplicích je mu na jeho rodném domě v ulici U Nových lázní (lázeňský dům Julius Payer je kulturní památka) věnovaná pamětní deska.[5][3]
- Jeho jméno rovněž nese výzkumný Institut Julia von Payera pro výzkum Arktidy a Subarktidy na Fakultě životního prostředí Univerzity J. E. Purkyně v Ústí nad Labem.[6]
- V italských Jižních Tyrolích je po něm pojmenovaná chata Payerhütte, hlavní výchozí chata pro výstup na Ortler.
- V prosinci 2017 mu byla odhalena socha Jana Koblasy na křižovatce v Lípové ulici v Teplicích.[7]

## Dílo
- Die österreichisch-ungarische Nordpol-Expedition in den Jahren 1872–1874. Nebst einer Skizze der zweiten deutschen Nordpol-Expedition 1869–1870 und der Polar-Expedition von 1871. Vídeň, 1876.